# South River, Newfoundland
South River är en ort i Kanada.   Den ligger i provinsen Newfoundland och Labrador, i den östra delen av landet, 1 700 km öster om huvudstaden Ottawa. South River ligger 24 meter över havet och antalet invånare är 655.
Terrängen runt South River är platt. Havet är nära South River åt nordost. Närmaste större samhälle är Bay Roberts, 5,6 km norr om South River. 
I omgivningarna runt South River växer i huvudsak blandskog. Runt South River är det ganska glesbefolkat, med 32 invånare per kvadratkilometer.